# Луговое (Днепровский район)
Луговое (укр. Лугове) — село, Александропольский сельский совет,
Днепровский район, Днепропетровская область, Украина.
Код КОАТУУ — 1225080501. Население по переписи составляло 800 человек.
Является административным центром Александропольского сельского совета, в который, кроме того, входят сёла
Бутовичевка,
Вольное,
Гаркушино,
Долинское,
Кринички,
Михайловка,
Новоандреевка,
Петриковка и посёлок
Тихое.

## Географическое положение
Село Александрополь находится в 5-и км от левого берега реки Камышеватая Сура,
на расстоянии в 1 км от села Петриковка.
По селу протекает пересыхающий ручей с запрудой.

## История
- Село Лугвое размещается у подножия Александропольского кургана (Луговая могила), который относится к ІІІ ст. до н. э.
- Основано в 1778-1780 годах как Луговские Хутора.
- В 1812 году — Луговские Хутора переименованы в село Александрополь.
- В 2024 году — Александрополь переименован в село Луговое[2].

## Экономика
- ООО «Луговское».

## Объекты социальной сферы
- Школа.
- Детский сад.
- Больница.
- Дом культуры.

## Достопримечательности
- Братская могила советских воинов.